# Музей остеології
Музей остеології (англ. Museum of Osteology), розташований в Оклахома-Сіті, Оклахома, США - приватний музей, присвячений вивченню кісток і скелетів (остеології). Постійно експонуються близько 350 скелетів різних тварин зі всього світу. Крім того, ще близько 7000 зразків входять в колекцію, але зберігаються в запасниках. Така кількість зразків скелетів робить музей власником найбільшої приватної колекції в світі.
Музей зосереджений на формах і функціях скелетної системи. Представлені численні освітні і таксономічні експозиції, в яких представлені скелети сучасних хребетних тварин. Колекція, зібрана в Музеї Остеології є наслідком більш ніж сорокарічної роботи Джея Віллемаретта.
В 2015 році музей відкрив філіал під назвою SKELETONS: Museum of Osteology в Орландо, Флорида.

## Галерея

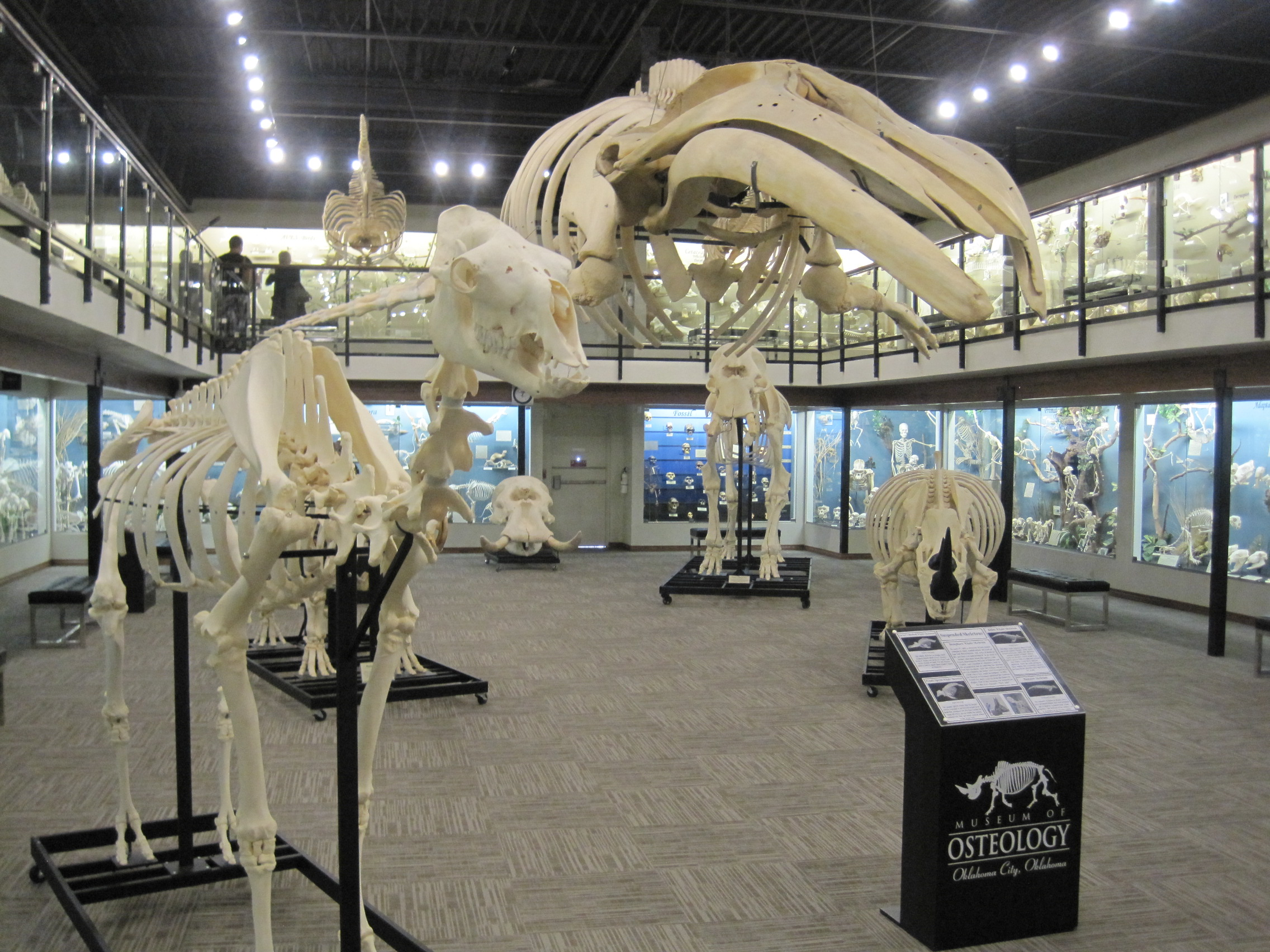
Виставка скелетів.
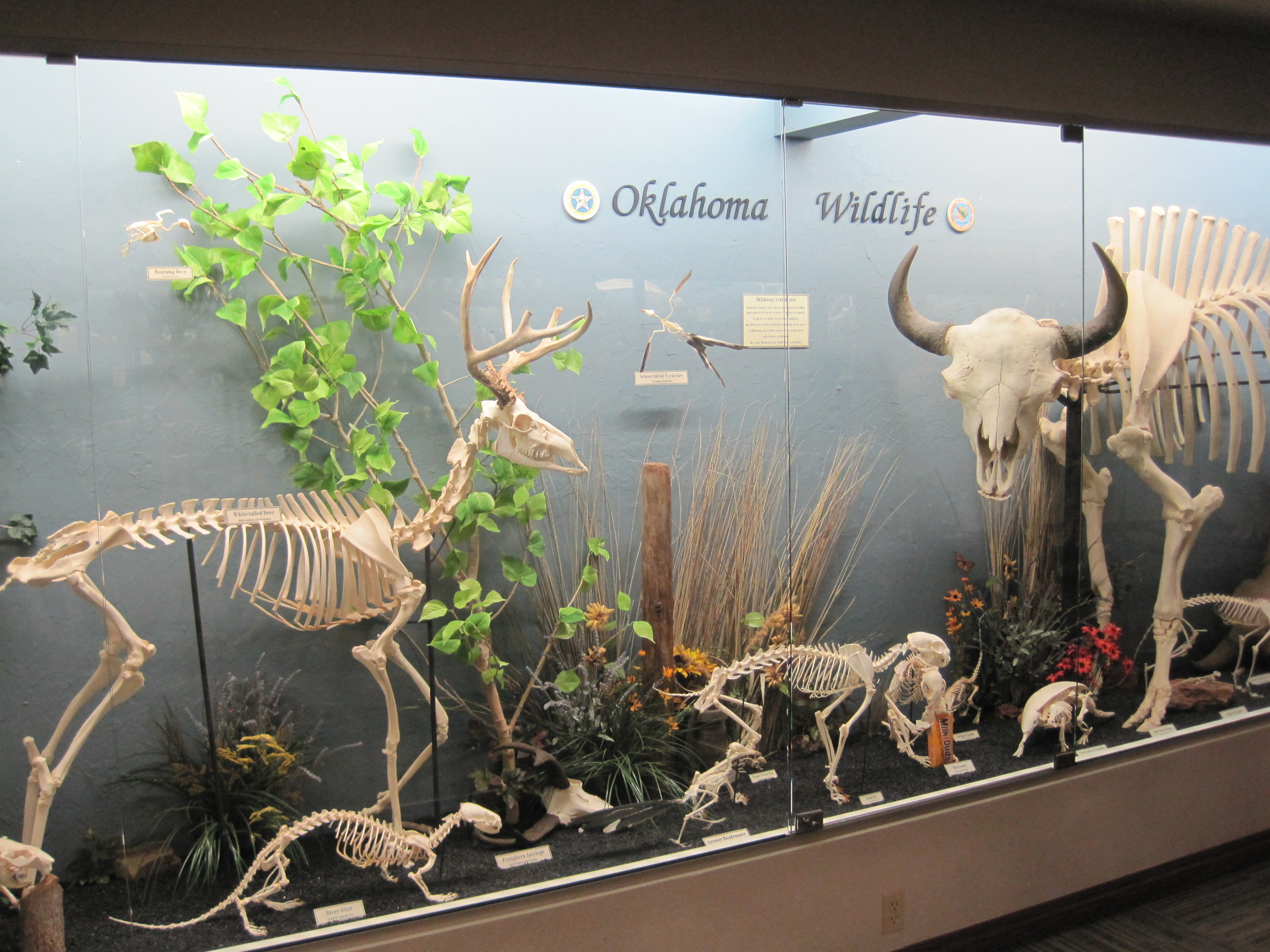
Дика природа Оклахоми.
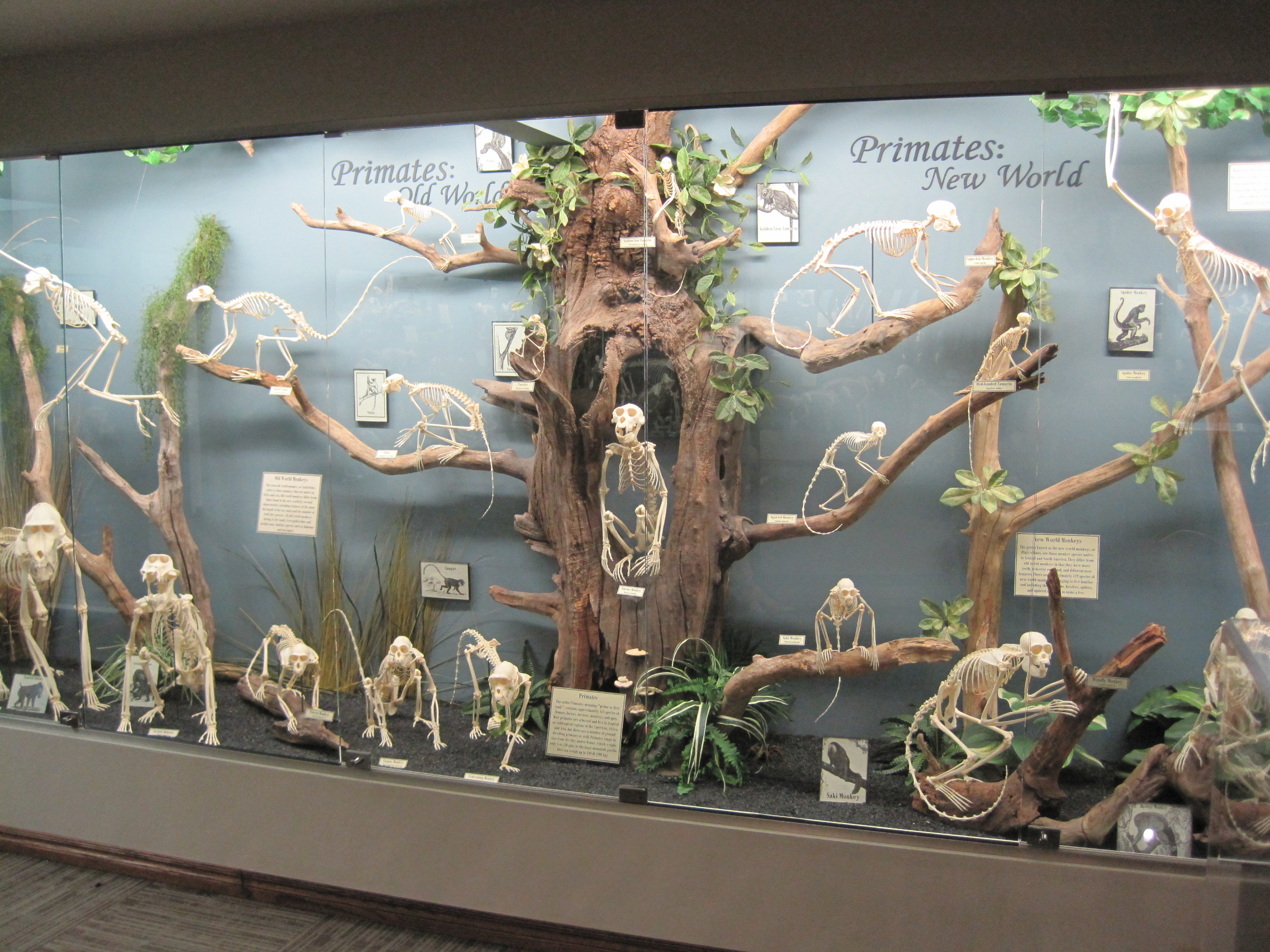
Скелети приматів.
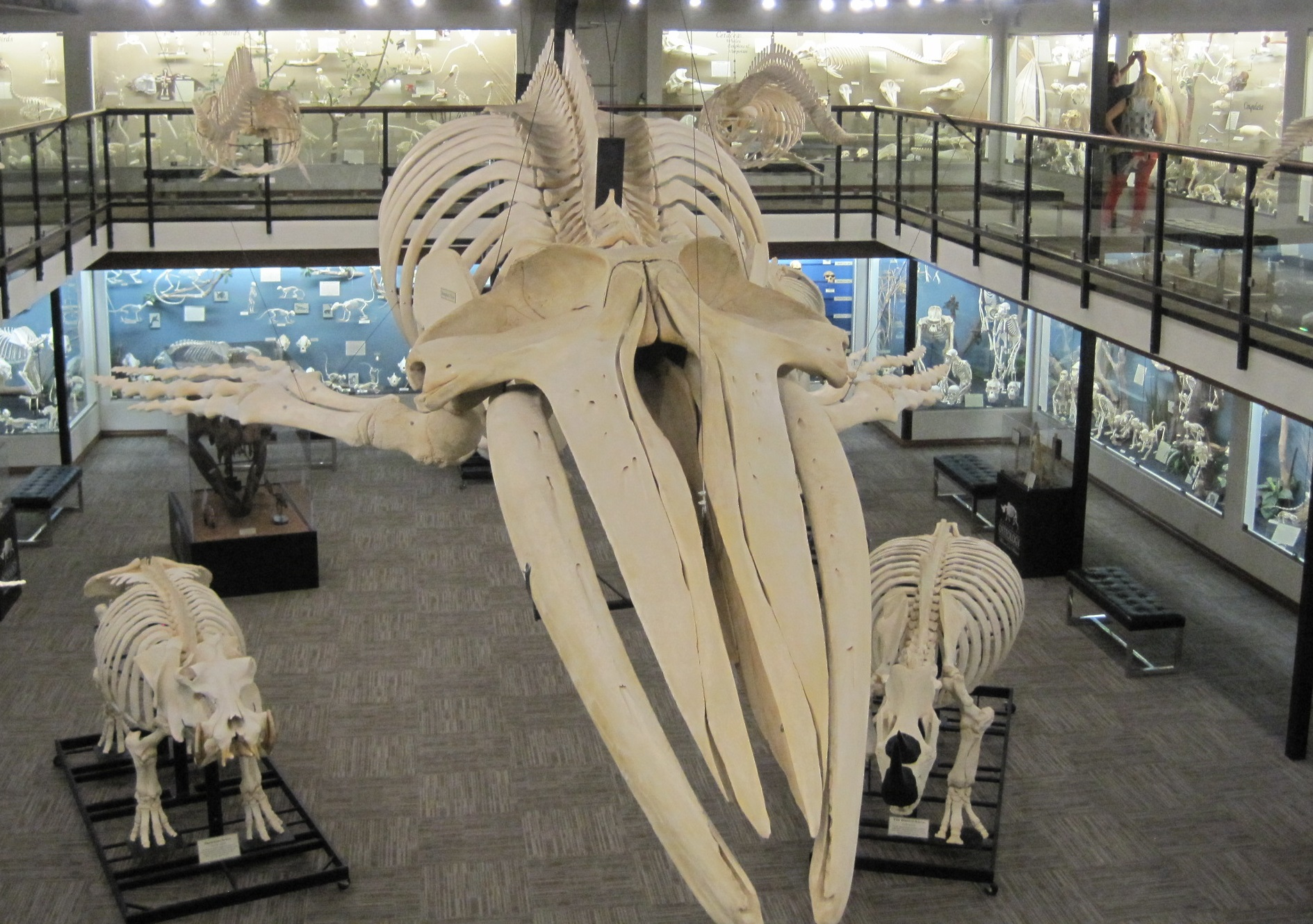
Скелет горбатого кита.
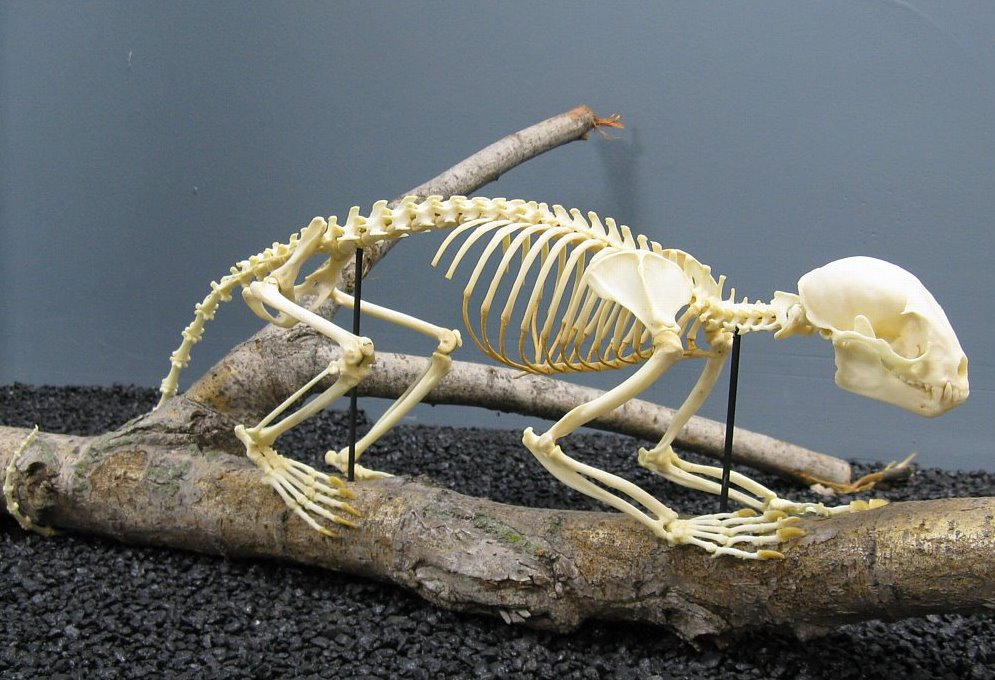
Скелет кінкажу.
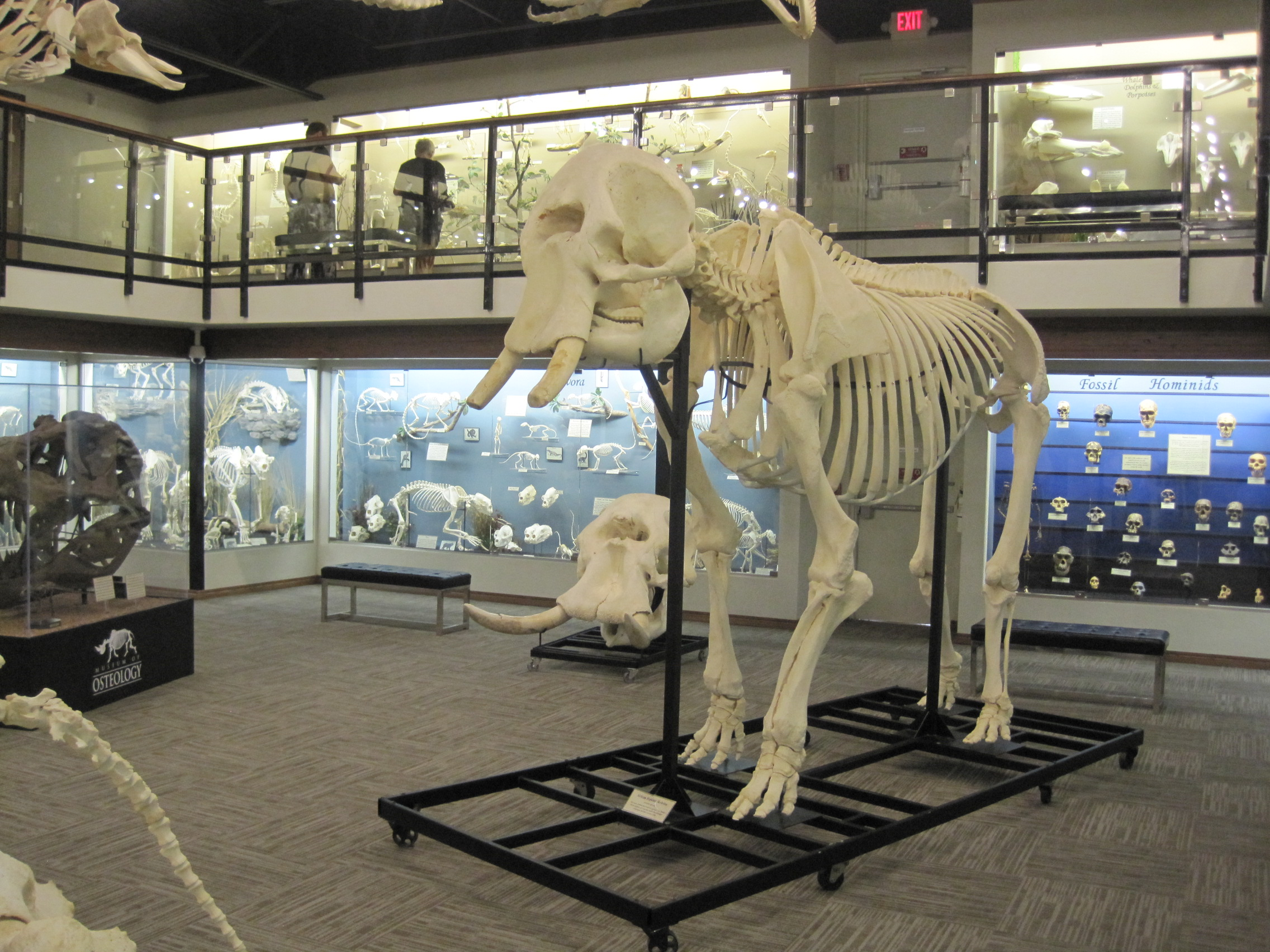
Скелет слона.
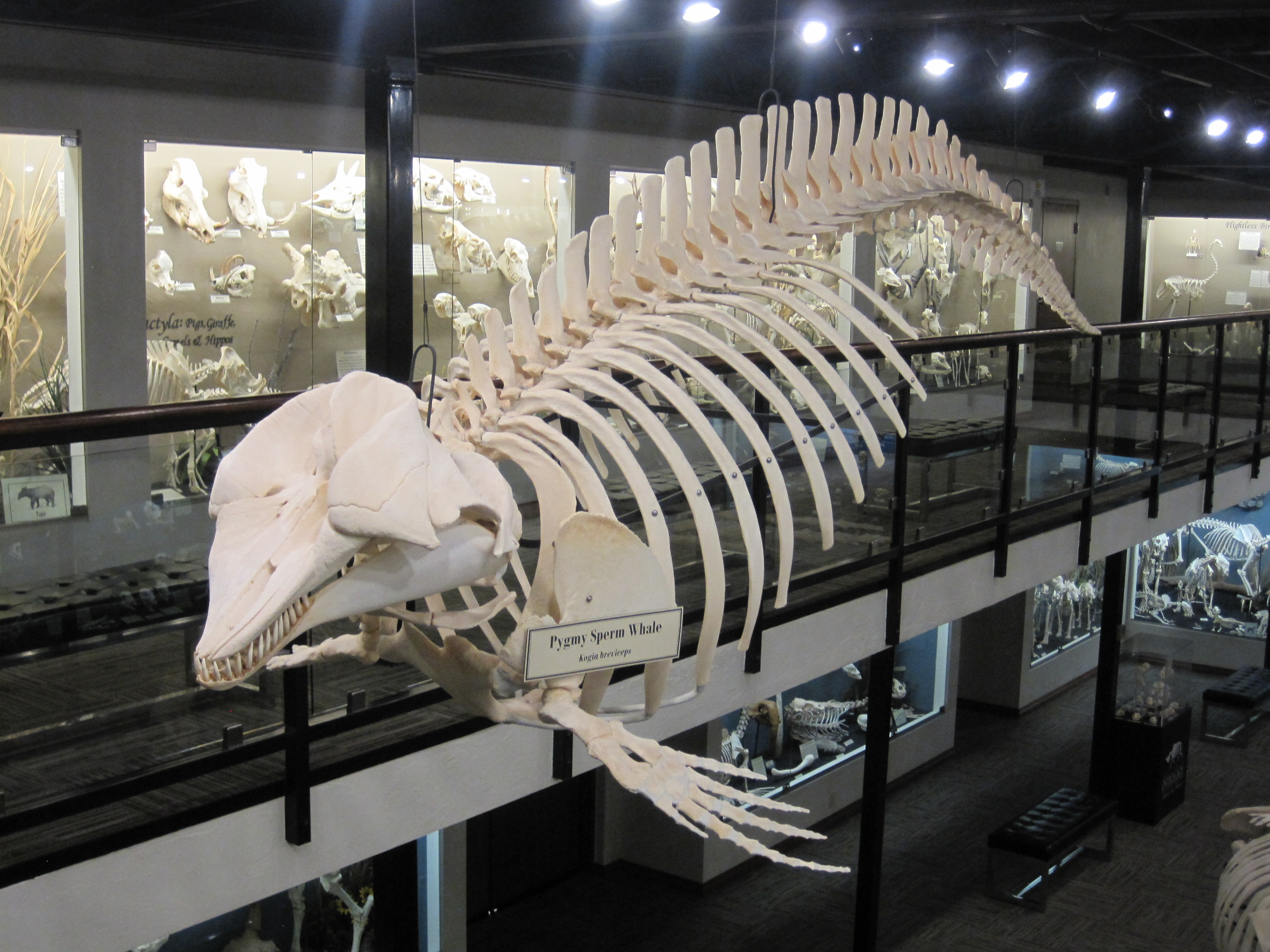
Скелет карликового кашолота.
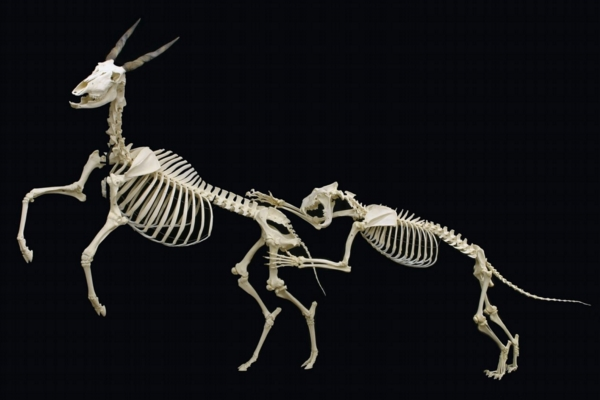
Скелет лева атакує скелет антилопи канни.
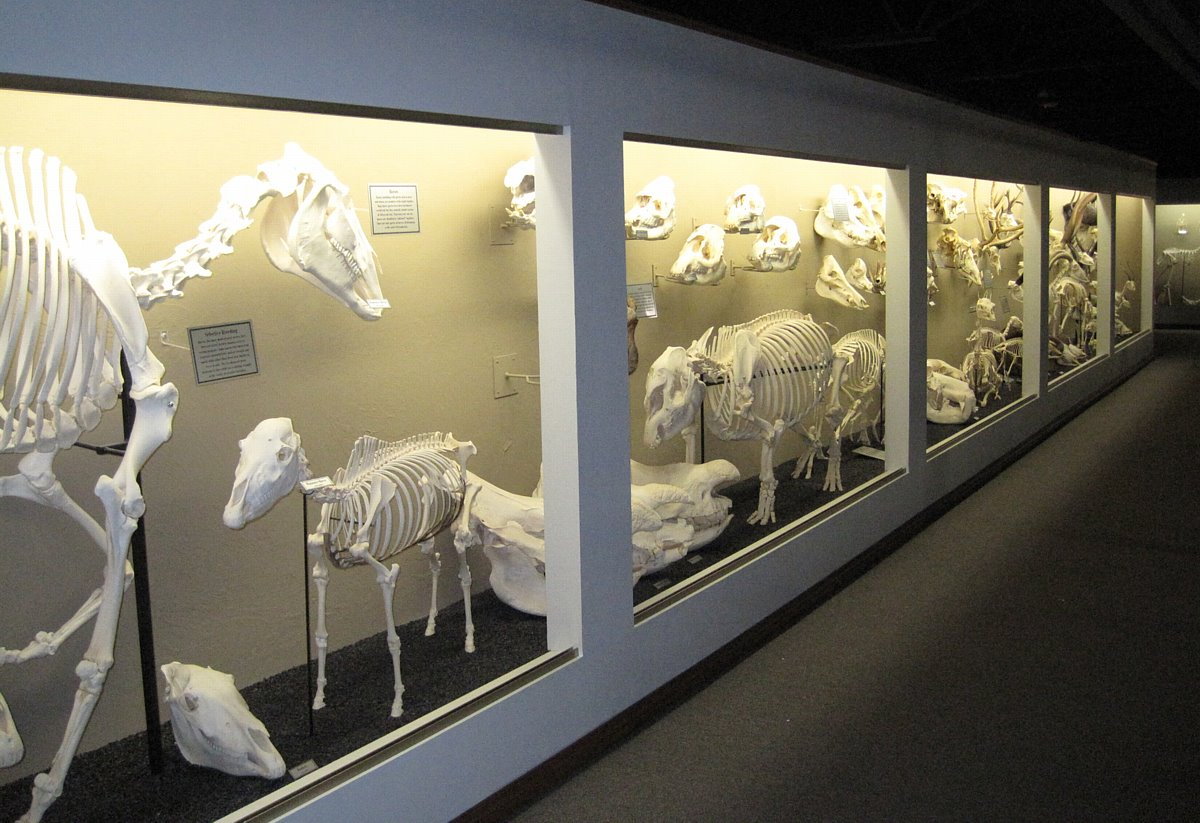
Скелети копитних тварин.
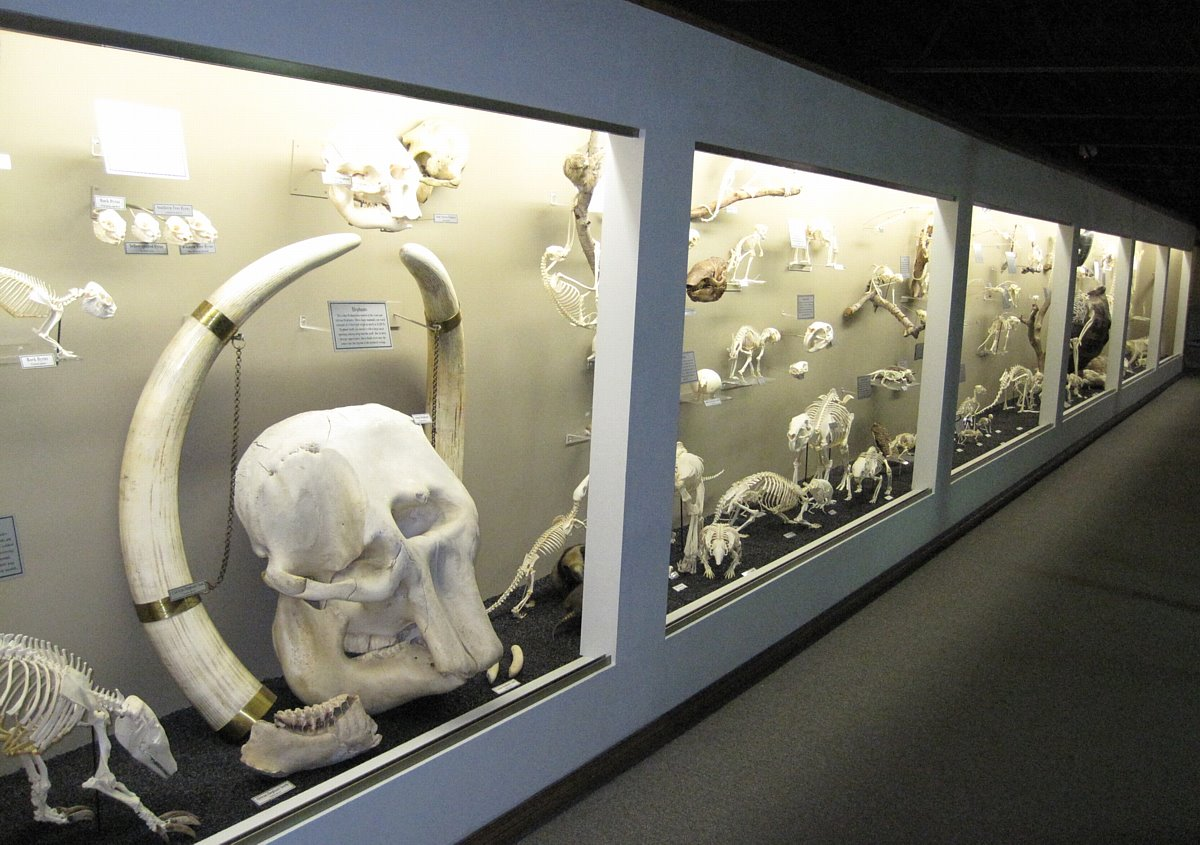
Різноманітні селети на виставці.
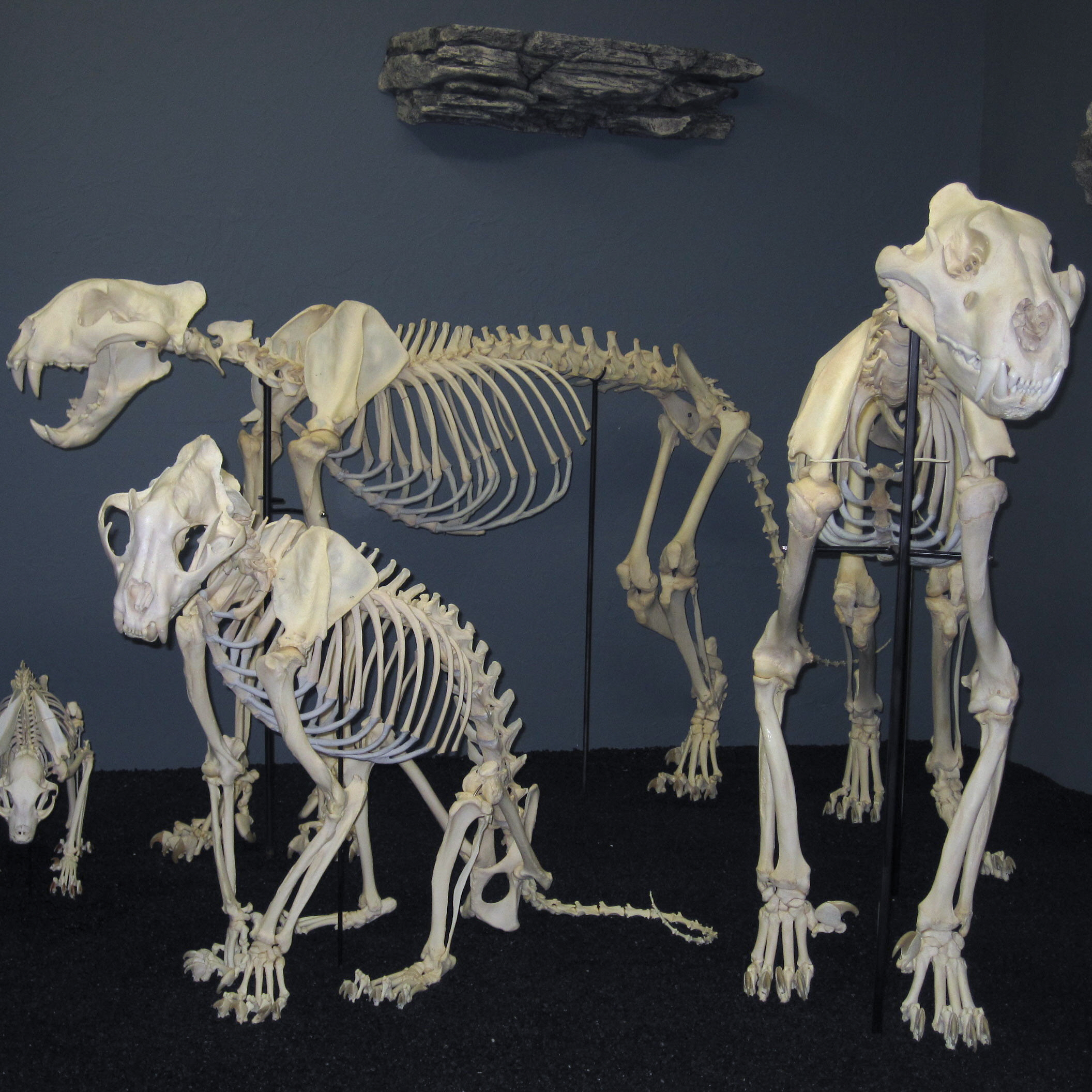
Експозиція великих кішок: тигр, ягуар і лев.
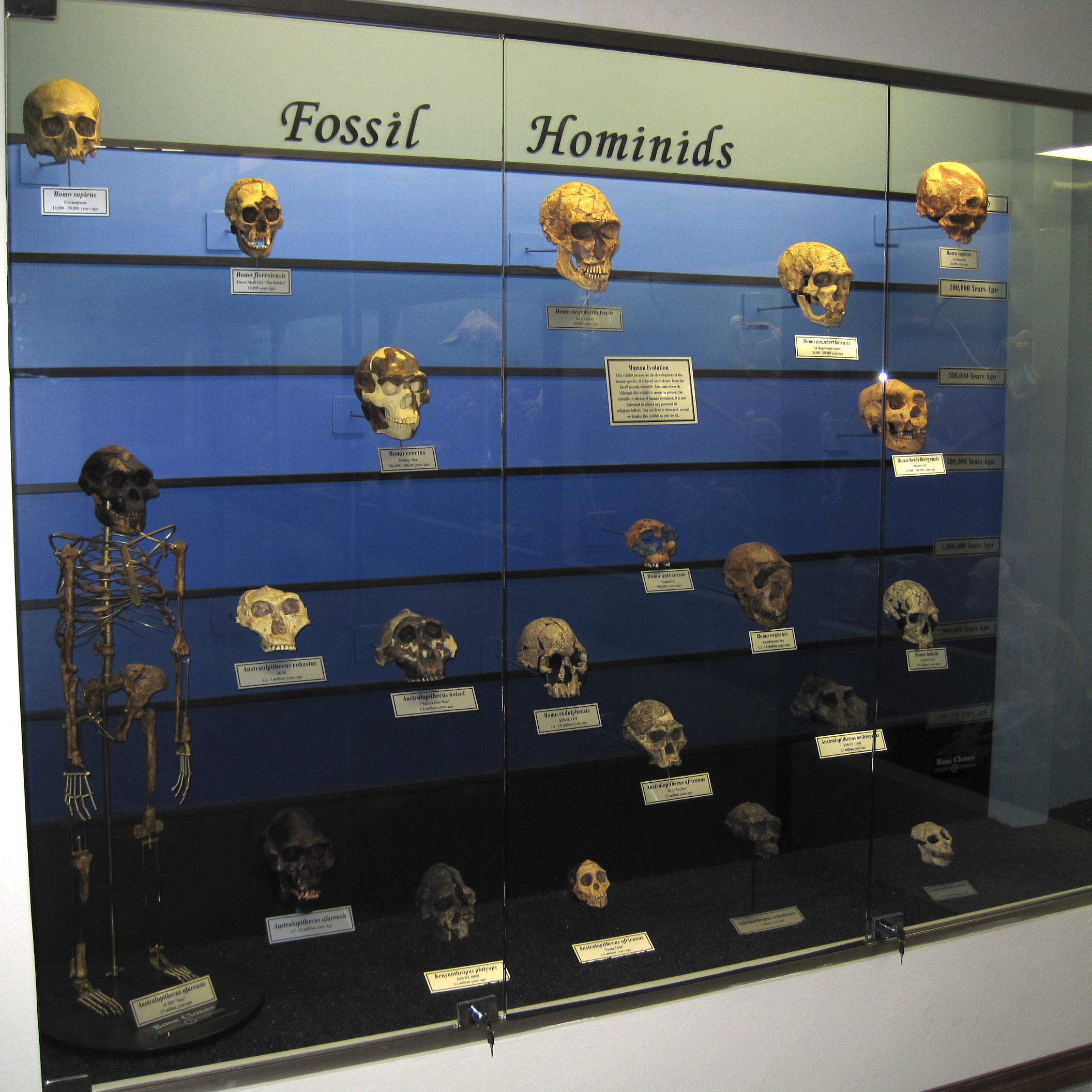
Скам'янілі рештки гомінідів: ілюстрація еволюції людини.